# Euphorbia pervilleana
Euphorbia pervilleana är en törelväxtart som beskrevs av Henri Ernest Baillon. Euphorbia pervilleana ingår i släktet törlar, och familjen törelväxter. IUCN kategoriserar arten globalt som livskraftig.
Artens utbredningsområde är Madagaskar. Inga underarter finns listade i Catalogue of Life.